# Діаз (Арканзас)
Діаз (англ. Diaz) — місто (англ. city) в США, в окрузі Джексон штату Арканзас. Населення — 1224 особи (2020).

## Географія
Діаз розташований на висоті 71 метр над рівнем моря за координатами 35°38′56″ пн. ш. 91°15′32″ зх. д. / 35.64889° пн. ш. 91.25889° зх. д. (35.648773, -91.258932). За даними Бюро перепису населення США в 2010 році місто мало площу 15,44 км², з яких 15,38 км² — суходіл та 0,06 км² — водойми.

## Демографія
Згідно з переписом 2010 року, у місті мешкало 1318 осіб у 493 домогосподарствах у складі 382 родин. Густота населення становила 85 осіб/км². Було 539 помешкань (35/км²).
Расовий склад населення:
| - 63,7 % — білих - 30,8 % — чорних або афроамериканців - 0,3 % — корінних американців - 0,1 % — азіатів - 2,7 % — осіб інших рас |

До двох чи більше рас належало 2,4 %. Іспаномовні складали 3,6 % від усіх жителів.
За віковим діапазоном населення розподілялося таким чином: 28,2 % — особи молодші 18 років, 60,7 % — особи у віці 18—64 років, 11,1 % — особи у віці 65 років та старші. Медіана віку мешканця становила 36,6 року. На 100 осіб жіночої статі у місті припадало 89,4 чоловіків; на 100 жінок у віці від 18 років та старших — 83,0 чоловіків також старших 18 років.
Середній дохід на одне домашнє господарство становив 43 002 долари США (медіана — 30 144), а середній дохід на одну сім'ю — 45 937 доларів (медіана — 27 386). Медіана доходів становила 34 609 доларів для чоловіків та 27 039 доларів для жінок. За межею бідності перебувало 36,1 % осіб, у тому числі 60,3 % дітей у віці до 18 років та 12,8 % осіб у віці 65 років та старших.
Цивільне працевлаштоване населення становило 548 осіб. Основні галузі зайнятості: виробництво — 25,7 %, роздрібна торгівля — 15,1 %, освіта, охорона здоров'я та соціальна допомога — 14,6 %.
За даними перепису населення 2000 року в Діазі мешкало 1284 особи, 365 сімей, налічувалося 465 домашніх господарств і 552 житлових будинки. Середня густота населення становила близько 83,4 людини на один квадратний кілометр. Расовий склад Діаза за даними перепису розподілився таким чином: 69,63 % білих, 28,35 % — чорних або афроамериканців, 0,47 % — корінних американців, 1,01 % — представників змішаних рас, 0,55 % — інших народів. Іспаномовні склали 1,17 % від всіх жителів міста.
З 465 домашніх господарств в 38,7 % — виховували дітей віком до 18 років, 55,5 % представляли собою подружні пари, які спільно проживали, в 18,1 % сімей жінки проживали без чоловіків, 21,3 % не мали сімей. 18,5 % від загального числа сімей на момент перепису жили самостійно, при цьому 6,2 % склали самотні літні люди у віці 65 років та старше. Середній розмір домашнього господарства склав 2,76 особи, а середній розмір родини — 3,15 особи.
Населення міста за віковим діапазоном за даними перепису 2000 року розподілилося таким чином: 30,5 % — жителі молодше 18 років, 8,6 % — між 18 і 24 роками, 30,5 % — від 25 до 44 років, 20,9 % — від 45 до 64 років і 9,5 % — у віці 65 років та старше. Середній вік мешканця склав 33 роки. На кожні 100 жінок в Діазі припадало 91,4 чоловіків, у віці від 18 років та старше — 87,4 чоловіків також старше 18 років.
Середній дохід на одне домашнє господарство в місті склав 34 792 долара США, а середній дохід на одну сім'ю — 38 646 доларів. При цьому чоловіки мали середній дохід в 31 339 доларів США на рік проти 19 853 долара середньорічного доходу у жінок. Дохід на душу населення в місті склав 15 867 доларів на рік. 11,7 % від усього числа сімей в окрузі і 14,6 % від усієї чисельності населення перебувало на момент перепису населення за межею бідності, при цьому 20,5 % з них були молодші 18 років і 17,1 % — у віці 65 років та старше.